# Phyteuma orbiculare
ll raponzolo orbiculare (nome scientifico Phyteuma orbiculare L., 1753) è una pianta erbacea perenne appartenente alla famiglia delle Campanulaceae.

## Etimologia
Il nome generico (Phyteuma), utilizzato per la prima volta da Dioscoride (Anazarbe, 40 circa – 90 circa) medico, botanico e farmacista greco antico che esercitò a Roma ai tempi dell'imperatore Nerone, deriva dalla parola greca "phyto" (= pianta) e significa: "ciò che è piantato", mentre L'epiteto specifico (orbiculare) significa "circolare, orbicolare, tondo e piatto a forma di disco" e fa riferimento alla particolare infiorescenza di questa pianta.

Il binomio scientifico della specie di questa voce è stato proposto da Carl von Linné (1707 – 1778) biologo e scrittore svedese, considerato il padre della moderna classificazione scientifica degli organismi viventi, nella pubblicazione "Species Plantarum - 1: 170 1753" del 1753.

## Descrizione

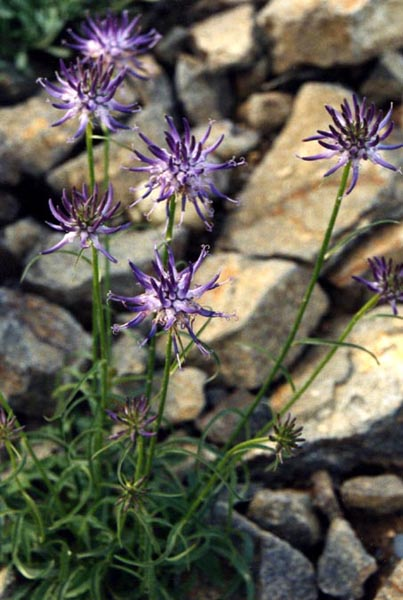
Il portamento

Queste piante arrivano al massimo ad una altezza di 45 – 50 cm (minima 10 cm). La forma biologica è emicriptofita scaposa (H scap), ossia in generale sono piante erbacee, a ciclo biologico perenne, con gemme svernanti al livello del suolo e protette dalla lettiera o dalla neve e sono dotate di un asse fiorale eretto e spesso privo di foglie. Gli scapi sono semplici e indivisi. Queste piante contengono lattice.

### Radici
Le radici sono secondarie da rizoma.

### Fusto
- Parte ipogea: la parte sotterranea è un rizoma.
- Parte epigea: la parte aerea del fusto è ascendente o eretta con superficie glabra e striata.

### Foglie

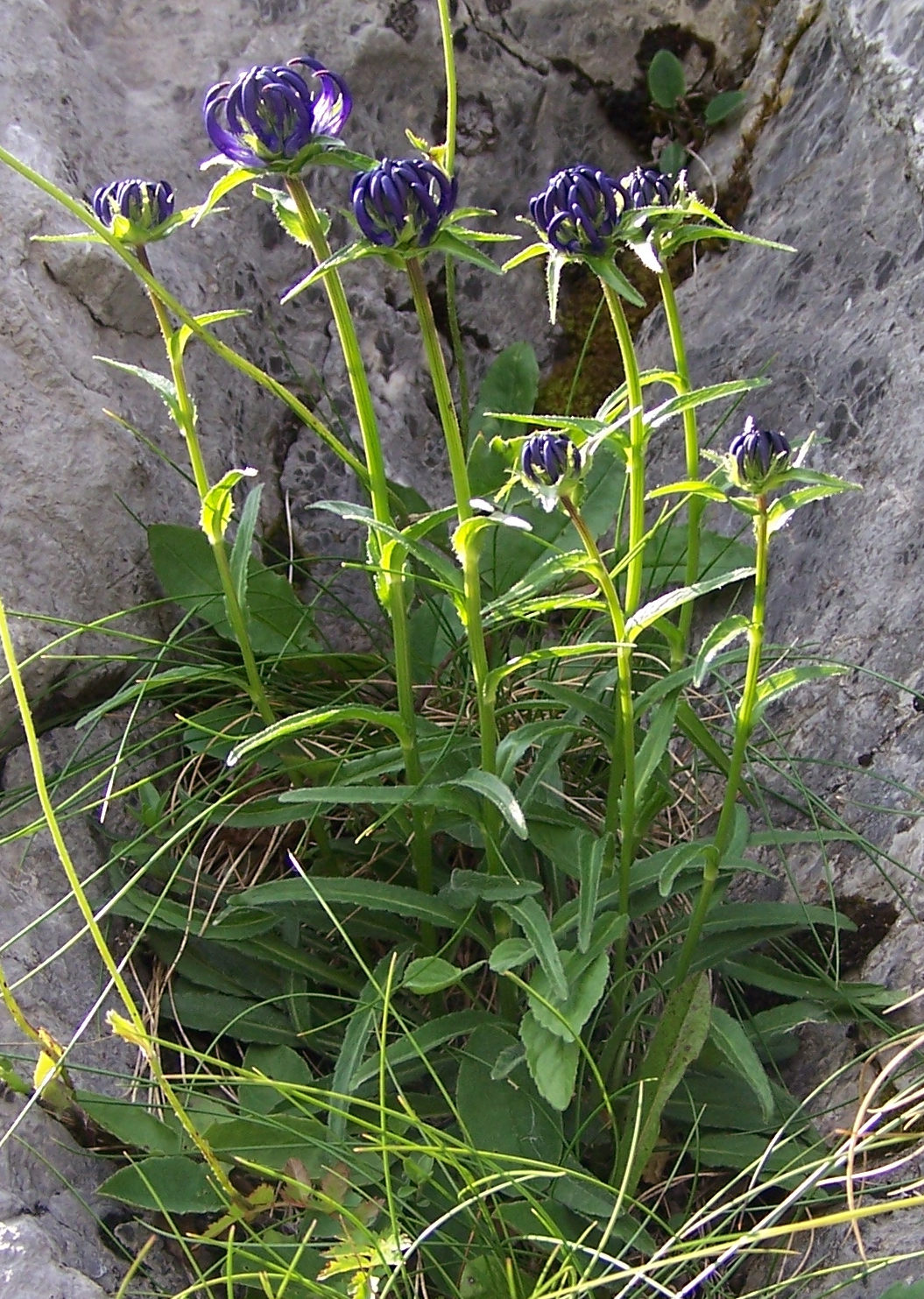
Le foglie

Le foglie si dividono in basali e cauline. Quelle basali hanno una lamina a forma spatolata oppure strettamente lanceolata; il picciolo è lungo 3 – 7 mm; i bordi sono crenulati o dentellati. Le foglie cauline inferiori sono distintamente picciolate, mentre quelle superiori sono semiabbraccianti (sessili) con lamine più o meno lineari. Dimensione delle foglie basali spatolate: larghezza 4 mm; lunghezza 80 mm. Dimensione delle foglie basali lanceolate: larghezza 6 – 12 mm; lunghezza 30 – 50 mm.

### Infiorescenza

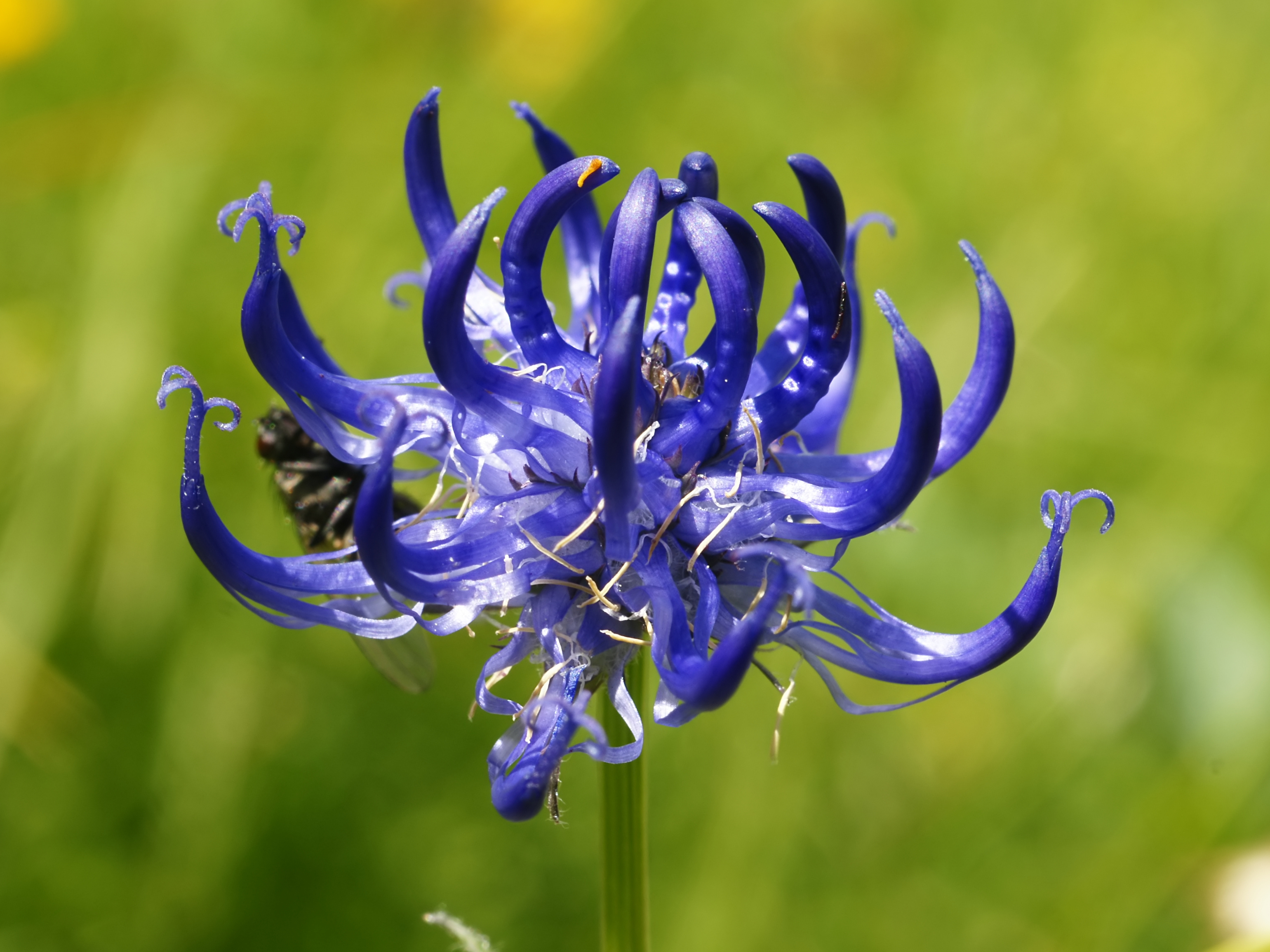
Infiorescenza

Le infiorescenze consistono in capolini formati da diversi fiori; la forma dei capolini è più o meno emisferica. I capolini sono sottesi da alcune brattee a forma triangolare con portamento generalmente patente che dopo la fioritura diventa riflesso; le brattee sono 3 volte più lunghe che larghe con bordi interi o dentellati. Dimensione delle brattee maggiori: larghezza 6 – 10 mm; lunghezza 16 – 21 mm (quelle più piccole sono larghe 4 mm e lunghe 11 – 13 mm). Diametro del capolino: 2,5 - 3,5 cm.

### Fiore
I fiori sono tetra-ciclici, ossia sono presenti 4 verticilli: calice – corolla – androceo – gineceo (in questo caso il perianzio è ben distinto tra calice e corolla) e pentameri (ogni verticillo ha 5 elementi). I fiori sono gamopetali (i 5 sepali sono completamente uniti, mentre i 5 petali sono uniti all'apice), ermafroditi e attinomorfi.
- Formula fiorale: per questa pianta viene indicata la seguente formula fiorale:

K (5), C (5), A (5), G (2-5), infero, capsula
- Calice: il calice è un tubo campanulato con i 5 sepali connati e saldato all'ovario.
- Corolla: la corolla è formata da 5 petali, è colorata di violetto ed è lunga 15 – 20 mm; i petali sono saldati all'apice.
- Androceo: gli stami sono 5 con antere libere (ossia saldate solamente alla base) e filamenti sottili ma membranosi (pelosi) alla base. La deiscenza delle antere è longitudinale. Il polline è 4-porato e spinuloso (esina irta di punti). Gli stami sporgono dalle aperture della corolla.
- Gineceo: lo stilo è unico con 3 stigmi. L'ovario è infero, 2-3-loculare con placentazione assile (centrale), formato da 3 carpelli (ovario sincarpico). Lo stilo, sporgente dalla corolla, possiede dei peli per raccogliere il polline. Le superfici stigmatiche sono posizionate sulla faccia superiore degli stigmi.
- Fioritura: da (maggio) giugno ad agosto (settembre).

### Frutti
I frutti sono delle capsule poricide 3-loculari; la deiscenza avviene tramite 2 - 3 pori situati nella parte laterale. I semi sono molto numerosi, minuti e lisci.

## Riproduzione
- Impollinazione: l'impollinazione avviene tramite insetti (impollinazione entomogama con api e farfalle anche notturne). In queste piante è presente un particolare meccanismo a "pistone": le antere formano un tubo nel quale viene rilasciato il polline raccolto successivamente dai peli dallo stilo che nel frattempo si accresce e porta il polline verso l'esterno.[10]
- Riproduzione: la fecondazione avviene fondamentalmente tramite l'impollinazione dei fiori (vedi sopra).
- Dispersione: i semi cadendo a terra (dopo essere stati trasportati per alcuni metri dal vento, essendo molto minuti e leggeri – disseminazione anemocora) sono successivamente dispersi soprattutto da insetti tipo formiche (disseminazione mirmecoria).

## Distribuzione e habitat

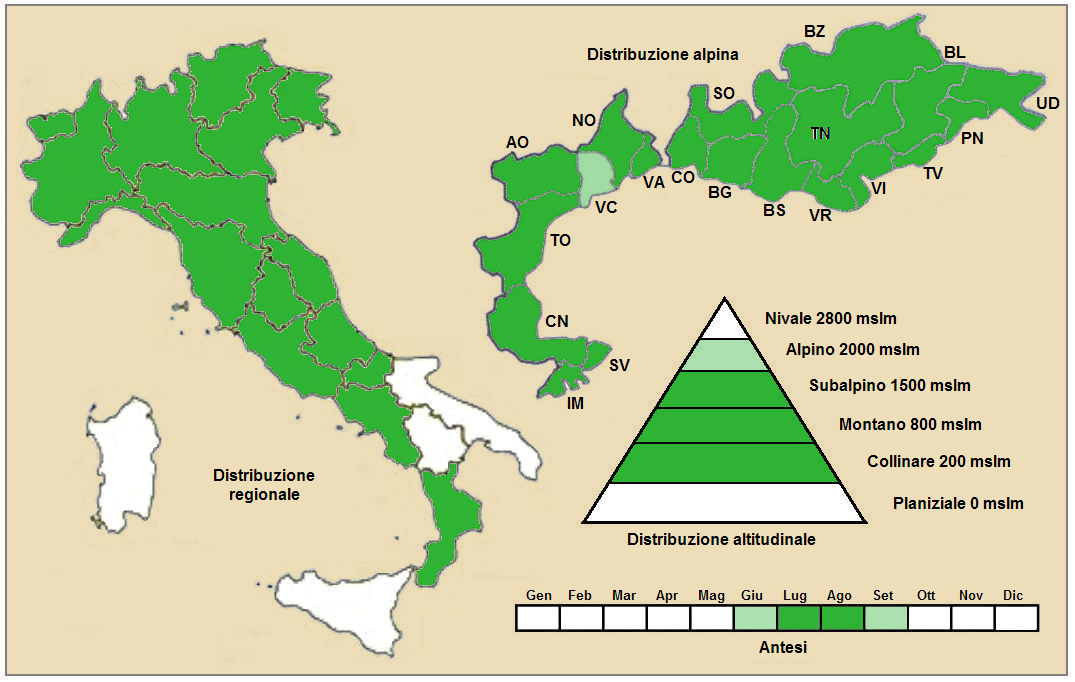
Distribuzione della pianta
(Distribuzione regionale – Distribuzione alpina)

- Geoelemento: il tipo corologico (area di origine) è Orofita - Sud Europeo.
- Distribuzione: in Italia è una specie comune e si trova soprattutto al Nord e al Centro. Nelle Alpi è comune sia in Italia che all'estero. Sugli altri rilievi europei collegati alle Alpi si trova nella Foresta Nera, Vosgi, Massiccio del Giura, Massiccio Centrale, Pirenei, Alpi Dinariche e Carpazi.[13] Nel resto dell'Europa questa specie è presente dalla Gran Bretagna alla Grecia e dalla Spagna all'Ucraina.[14]
- Habitat: l'habitat tipico per questa pianta sono i pascoli e i prati anche rocciosi. Il substrato preferito è calcareo ma anche calcareo/siliceo con pH basico, bassi valori nutrizionali del terreno che deve essere mediamente umido.[13]
- Distribuzione altitudinale: sui rilievi queste piante si possono trovare da 600 fino a 2400 m s.l.m.; frequentano quindi i seguenti piani vegetazionali: collinare, montano, subalpino e in parte quello alpino.

### Fitosociologia
Dal punto di vista fitosociologico Phyteuma orbiculare appartiene alla seguente comunità vegetale:
Formazione: delle comunità delle praterie rase dei piani subalpino e alpino con dominanza di emicriptofite
Classe: Elyno-Seslerietea variae

## Tassonomia
La famiglia di appartenenza del Phyteuma orbiculare (Campanulaceae) è relativamente numerosa con 89 generi per oltre 2000 specie (sul territorio italiano si contano una dozzina di generi per un totale di circa 100 specie); comprende erbacee ma anche arbusti, distribuiti in tutto il mondo, ma soprattutto nelle zone temperate. Il genere di questa voce appartiene alla sottofamiglia Campanuloideae (una delle cinque sottofamiglie nella quale è stata suddivisa la famiglia Campanulaceae) e comprende una trentina di specie 16 delle quali sono presenti sul territorio italiano.

Il Sistema Cronquist assegna il genere Phyteuma alla famiglia delle Campanulaceae e all'ordine delle Campanulales mentre la moderna classificazione APG la colloca nell'ordine delle Asterales (stessa famiglia). Sempre in base alla classificazione APG sono cambiati anche i livelli superiori (vedi tabella all'inizio a destra).

Il numero cromosomico di P. orbiculare è: 2n = 22.

### Variabilità
Questa specie è variabile nella forma delle foglie (varia anche la lunghezza della lamina e del relativo picciolo); nella dentatura sui bordi. Può variare anche la posizione (e la forma) delle brattee dell'infiorescenza. In base a quest'ultimo carattere alcuni botanici distinguono fino a 6 sottospecie, non riconosciute però unanimemente.

### Sinonimi
Questa entità ha avuto nel tempo diverse nomenclature. L'elenco seguente indica alcuni tra i sinonimi più frequenti:
- Phyteuma angustatum Wender.
- Phyteuma austriacum Beck
- Phyteuma austriacum var. vestitum  Murr
- Phyteuma bovelinii Hegetschw.
- Phyteuma brevifolium Schleich.
- Phyteuma cordifolium Vill.
- Phyteuma corsicum Sieber ex Rochel [Invalid]
- Phyteuma delphinense (Rich.Schulz) Dalla Torre & Sarnth.
- Phyteuma delphinense f. alpestre (Rich.Schulz) Dalla Torre & Sarnth.
- Phyteuma delphinense f. hispidum (Hegetschw. ex Rich.Schulz) Dalla Torre & Sarnth.
- Phyteuma delphinense var. vestitum (Murr) Dalla Torre & Sarnth.
- Phyteuma ellipticifolium Vill.
- Phyteuma ellipticifolium var. pauciflorum Hegetschw.
- Phyteuma eynense (Sennen) Sennen
- Phyteuma fistulosum Rchb.
- Phyteuma hispanicum Rich.Schulz
- Phyteuma hispidum Hegetschw.
- Phyteuma inaequatum Kit. ex Schult.
- Phyteuma lanceolatum Vill.
- Phyteuma longifolium Hegetschw.
- Phyteuma michelii Hegetschw. [Illegitimate]
- Phyteuma montanum (Rich.Schulz) Dalla Torre & Sarnth. [Illegitimate]
- Phyteuma montanum var. exinvolucratum (Rich.Schulz) Dalla Torre & Sarnth.
- Phyteuma montanum var. suffultum (Rich.Schulz) Dalla Torre & Sarnth.
- Phyteuma orbiculare f. alpestre Rich.Schulz
- Phyteuma orbiculare var. alpinum Schur
- Phyteuma orbiculare subsp. anglicum (Rich.Schulz) P.Fourn.
- Phyteuma orbiculare var. angustifolium St.Lag.
- Phyteuma orbiculare subsp. austriacum (Beck) Nyman
- Phyteuma orbiculare var. carpaticum Rich.Schulz
- Phyteuma orbiculare var. ciliata Gajic
- Phyteuma orbiculare subsp. cinerascens Gaudin
- Phyteuma orbiculare var. columnae A.DC.
- Phyteuma orbiculare var. comosum Steud.
- Phyteuma orbiculare subsp. cordatum Gaudin
- Phyteuma orbiculare var. cordifolium (Vill.) Griseb.
- Phyteuma orbiculare subsp. decipiens Gaudin
- Phyteuma orbiculare var. decipiens (Gaudin) A.DC.
- Phyteuma orbiculare subsp. delphinense Rich.Schulz
- Phyteuma orbiculare subsp. depauperatum Rich.Schulz
- Phyteuma orbiculare var. ellipticum Pers.
- Phyteuma orbiculare subsp. ellipticum (Pers.) Gaudin
- Phyteuma orbiculare var. exinvolucratum Rich.Schulz
- Phyteuma orbiculare var. fistulosum (Rchb.) Steud.
- Phyteuma orbiculare subsp. fistulosum (Rchb.) Nyman
- Phyteuma orbiculare f. glabratum Rich.Schulz
- Phyteuma orbiculare f. glabrescens Rich.Schulz
- Phyteuma orbiculare f. glabriusculum Rich.Schulz
- Phyteuma orbiculare f. glabrum Rich.Schulz
- Phyteuma orbiculare f. hirsutum Rich.Schulz
- Phyteuma orbiculare f. hispidulum Rich.Schulz
- Phyteuma orbiculare f. hispidum Hegetschw. ex Rich.Schulz
- Phyteuma orbiculare f. humile Rich.Schulz
- Phyteuma orbiculare var. hungaricum Rich.Schulz
- Phyteuma orbiculare subsp. ibericum (Rich.Schulz) P.Fourn.
- Phyteuma orbiculare var. inaequatum (Kit. ex Schult.) Nyman
- Phyteuma orbiculare var. lanceolatum (Vill.) Pers.
- Phyteuma orbiculare subsp. lanceolatum (Vill.) Arcang.
- Phyteuma orbiculare subsp. lancifolium Gaudin
- Phyteuma orbiculare var. liguricum Rich.Schulz
- Phyteuma orbiculare f. majus Rich.Schulz
- Phyteuma orbiculare f. minus Rich.Schulz
- Phyteuma orbiculare subsp. montanum Rich.Schulz
- Phyteuma orbiculare var. montanum (Rich.Schulz) Hayek & Hegi
- Phyteuma orbiculare f. nanum Rich.Schulz
- Phyteuma orbiculare f. nudum Rich.Schulz
- Phyteuma orbiculare var. patens Rich.Schulz
- Phyteuma orbiculare f. pilosiusculum Rich.Schulz
- Phyteuma orbiculare f. pilosum Rich.Schulz
- Phyteuma orbiculare subsp. pratense Rich.Schulz
- Phyteuma orbiculare var. pratense (Rich.Schulz) Hayek & Hegi
- Phyteuma orbiculare var. pseudorbiculare (Pantan.) Nyman
- Phyteuma orbiculare f. pubescens Rich.Schulz
- Phyteuma orbiculare f. stellulatum Rich.Schulz
- Phyteuma orbiculare var. suffultum Rich.Schulz
- Phyteuma orbiculare subsp. tenerum (Rich.Schulz) P.Fourn.
- Phyteuma orbiculare var. vulgare Rich.Schulz
- Phyteuma pilosum Hegetschw. [Illegitimate]
- Phyteuma pseudorbiculare Pant.
- Phyteuma pseudorbiculare f. angustifolium Rich.Schulz
- Phyteuma sallei Sennen & Elias
- Phyteuma scorzonerifolium var. eynense Sennen
- Phyteuma tenerum Rich.Schulz
- Phyteuma tenerum subsp. anglicum Rich.Schulz
- Phyteuma tenerum var. anomalum Rich.Schulz
- Phyteuma tenerum var. ellipticum Rich.Schulz
- Phyteuma tenerum f. glabrescens Rich.Schulz
- Phyteuma tenerum f. glabrum Rich.Schulz
- Phyteuma tenerum f. hirsutum Rich.Schulz
- Phyteuma tenerum var. macrophyllum Rich.Schulz
- Phyteuma tenerum var. microphyllum Rich.Schulz
- Phyteuma tenerum f. pilosum Rich.Schulz
- Phyteuma tenerum var. tenerrimum Rich.Schulz
- Rapunculus orbicularis (L.) Mill.
- Rapunculus sylvestris Tragi ex Bubani

### Specie simili
Le seguenti specie dello stesso genere, con distribuzione alpina, possono essere confuse con quella di questa voce (sono indicati alcuni caratteri utili a distinguere una specie dall'altra):
- Phyteuma globulariifolium Sternb. & Hoppe - Raponzolo minore: la pianta è alta fino a 10 cm; la forma delle foglie è spatolata; le foglie radicali non hanno un picciolo ben differenziato. Si trova su tutto l'arco alpino.
- Phyteuma hemisphaericum L. - Raponzolo alpino: la pianta è alta fino a 15 cm; la forma delle foglie è lineare (le foglie basali sono più piccole dello scapo e non hanno un picciolo ben differenziato); i bordi delle foglie sono più o meno interi; gli stigmi sono 3. Si trova su tutto l'arco alpino.
- Phyteuma cordatum Balb. - Raponzolo delle Alpi Marittime: la pianta è alta fino a 25 cm; le foglie cauline hanno delle forme ovali-cuoriformi, quelle radicali hanno un picciolo ben distinto. Si trova nelle Alpi Marittime.
- Phyteuma orbiculare L. - Raponzolo orbiculare: la pianta è alta fino a 50 cm; le foglie radicali hanno un picciolo ben distinto, quelle cauline hanno forme lanceolate allungate. Si trova su tutto l'arco alpino.

Sul confine con l'Austria può essere possibile trovare una specie di origine balcanica simile a quella di questa voce: Phytema confusum A.Kern.. Si distingue per la forma delle foglie (da lineari a lineari-spatolate) con apice molto allungato rispetto ai due denti immediatamente sottostanti. Comunque non sembra che questa specie sia ancora entrata nel territorio italiano.